# Nimrod-Passage
Die Nimrod-Passage ist eine Meerenge im Wilhelm-Archipel vor der Graham-Küste des Grahamlands auf der Antarktischen Halbinsel. Sie führt zwischen den Wauwermans-Inseln im Norden und den Dannebrog-Inseln im Süden zum nördlichen Ende des Lemaire-Kanals.
Die hydrographische Vermessungseinheit der Royal Navy befuhr diese Meerenge erstmals zwischen März und April 1964 mit dem Forschungsschiff RRS John Biscoe. Namensgeber ist das Motorboot Nimrod, das dabei für die Tiefenlotungen eingesetzt wurde.